# Ondřejov (district de Pelhřimov)
Pour les articles homonymes, voir Ondřejov.
Ondřejov (en allemand : Andreasdorf) est une commune du district de Pelhřimov, dans la région de Vysočina, en République tchèque. Sa population s'élevait à 171 habitants en 2024.

## Géographie
Ondřejov se trouve à 5,5 km au sud de Pelhřimov, à 30 km à l'ouest de Jihlava à 95 km au sud-est de Prague.
La commune est limitée par Pelhřimov au nord, par Vokov à l'est, par Libkova Voda au sud-est, par Ústrašín au sud et par Nová Cerekev à l'ouest.

## Histoire
La première mention écrite de la localité date de 1406.

## Transports
Par la route, Ondřejov se trouve à 7 km de Pelhřimov, à 38 km de Jihlava à 123 km de Prague.